# Chevrolet Epica
Chevrolet Epica — среднеразмерный седан, выпускавшийся с 2006 по 2012 год.

## Первое поколение
Под именем Chevrolet Epica в некоторых странах (Канада, Китай, арабские государства) продавался седан Daewoo Magnus. В 2012 году на смену Epica пришёл Chevrolet Malibu. 

## Второе поколение
Предшествующие модели V100 Leganza и V200 Magnus разрабатывались в ателье итальянского автодизайнера Джорджетто Джуджаро. Кузов Epica был разработан собственным дизайн-центром Daewoo в Инчхоне. 
Снабжался рядными шестицилиндровыми моторами объёмом 2,0 л (143 л. с.) и 2,5 л (156 л. с.), которые были разработаны совместно с Porsche. Последний предлагался только в сочетании с 5 или 6-ступенчатой АКПП, а также 2-литровым турбодизелем. Дизельные версии на российский рынок не поставлялись.  
В России седан официально предлагался с 2006 до 2012 года, всего за это время было продано 18 тысяч машин. 
С 2007 года в России модель производилась крупноузловая сборка модели на заводе Автотор в Калининграде. Автомобиль продавался в Корее Daewoo Tosca, в Австралии как Holden Epica. 

## Базовая комплектация
- Кондиционер, климат-контроль в комплектации LT
- ABS
- Гидроусилитель руля
- Подогрев зоны покоя дворников лобового стекла
- Подушки безопасности (водителя/пассажира/боковые)
- Электростеклоподъёмники (передние/задние)
- Литые диски R16
- Бортовой компьютер в комплектации LT
- Датчик солнечного света
- Центральный замок
- Базовая сигнализация
- Регулируемая рулевая колонка
- Противотуманные фары (передние/задние)
- Электропривод и подогрев зеркал
- Люк на крыше в максимальной комплектации